# Gare de La Bernerie
Gare de La Bernerie – przystanek kolejowy w La Bernerie-en-Retz, w departamencie Loara Atlantycka, w regionie Kraj Loary, we Francji. Jest zarządzany przez SNCF (budynek dworca) i przez RFF (infrastruktura). 
Przystanek jest obsługiwana przez pociągi TER Pays de la Loire. 

## Położenie
Znajduje się na linii Sainte-Pazanne – Pornic, w km 21,975 między stacjami Les Moutiers-en-Retz i Pornic, na wysokości 25 m n.p.m.

## Linie kolejowe
- Sainte-Pazanne – Pornic